# Torsken
Torsken is een voormalige gemeente in de Noorse provincie Troms. De gemeente telde 921 inwoners in januari 2017. Torsken was een van de vier gemeenten op het eiland Senja en omvatte het westelijke deel daarvan. 
Op 1 januari 2020 fuseerden de vier gemeenten op het eiland: Berg, Lenvik, Torsken en Tranøy tot de gemeente Senja.

## Plaatsen in de gemeente
- Gryllefjord

## Trivia
Torsken betekent 'de Kabeljauw'.
Balsfjord · Bardu · Dyrøy · Gratangen · Harstad · Ibestad · Kåfjord · Karlsøy · Kvæfjord · Kvænangen · Lavangen · Lyngen · Målselv · Nordreisa · Salangen · Senja · Skjervøy · Sørreisa · Storfjord · Tjeldsund · Tromsø

Voormalige gemeentes: Berg · Lenvik · Skånland · Torsken · Tranøy